# 40 Bank Street
40 Bank Street ist ein 153 Meter hoher Wolkenkratzer mit 33 Stockwerken und einer Nutzfläche von 55.700 m² in Canary Wharf in London. Er wurde 2003 eröffnet und ist zurzeit das fünfzehnthöchste Gebäude Londons (Stand 2021). Das Gebäude wird von einigen Anwaltskanzleien und Banken genutzt.
Entworfen wurde der Wolkenkratzer vom Architekturbüro César Pelli & Associates.